# Nathan Brooks
Nathan Eugene Brooks (ur. 4 sierpnia 1933 w Cleveland, zm. 14 kwietnia 2020) – amerykański bokser, złoty medalista letnich igrzysk olimpijskich w Helsinkach w kategorii muszej. W 1953 roku został bokserem zawodowym. Jego bilans to 10 wygranych i 9 przegranych, z czego 4 przez KO. Karierę zakończył w 1958 roku.